# Adalberto Garelli
Adalberto Garelli (Torino, 10 luglio 1886 – Bogliasco, 13 gennaio 1968) è stato un ingegnere e imprenditore italiano, fondatore della Garelli.

## Biografia
Dopo una laurea in ingegneria, conseguita nel 1909, entrò alla Fiat per trasferirsi poi a Milano, nel 1912, dove si impiegò alla Bianchi.
Lo stesso anno brevettò il suo primo motore a due tempi, che due anni dopo applicò ad un telaio creando così una motocicletta. Il suo prototipo venne valutato positivamente e venne prescelto dal Ministero della Guerra per essere impiegato in alcune sezioni del Regio Esercito. La fine della prima guerra mondiale non diede seguito all'ordinazione delle moto, ma ormai Garelli aveva deciso di dedicarsi all'attività di costruttore.
Dopo aver collaudato la moto in alcune corse (Susa-Moncenisio e Raid Nord-Sud vinte in maniera netta) fondò la Moto Garelli S.p.a. a Milano in zona Sesto San Giovanni.
Iniziò così a produrre motociclette come attività poco più che artigianale, scegliendo la strada della qualità piuttosto che quella della quantità. Le sue moto continuarono a riscuotere successi in campo sportivo conquistando alcuni record di velocità con alla guida Achille Varzi.
Nel 1961, ormai ultrasettantenne, cedette l'azienda alla Agrati.